# 青峰樂團
青峰樂團（朝鲜语：／）是朝鮮輕音樂團體，由最高領導人金正恩指示組建於2015年7月。2015年8月舉行首場公演。該樂團先後舉辦了朝鮮勞動黨70週年黨慶和2016年新年音樂會等演藝活動。

## 演员
- 主唱：
  - 金玉珠（김옥주）：现为牡丹峰乐团歌手。
  - 金誠心（김성심）
  - 李柳京（리류경）
  - 金香美（김향미）
  - 金珠香（김주향）
  - 宋英（송영）
  - 俞鳳美（유봉미）：现为牡丹峰乐团歌手。
  - 金清（김청）
  - 李秀京（리수경）
  - 韓誠心（한성심）
  - 盧景美（로경미）

- 乐手：
  - 小提琴：
    - 金秀明（김수명）
    - 白賢姬（백현희）
    - 朴明進（박명진）

  - 中提琴：
    - 徐國誠（서국성）

  - 小号：
    - 金哲俊（김철준）

  - 长号：1人
  - 萨克斯：
    - 黃勝哲（황승철）

  - 电子琴：1人
  - 钢琴：
    - 余心（여심）

  - 手风琴：
    - 金善雅（김선아）

  - 吉他：1人
  - 贝斯：1人
  - 鼓手：
    - 李赫哲（리혁철）

  - 打击乐器：
    - 崔惠琳（최혜림）